# Marinens Flyvebaatfabrikk MF.11
Die Marinens Flyvebaatfabrikk MF.11 (auch unter der Bezeichnung Høver MF.11 – nach ihrem Konstrukteur – bekannt) war ein dreisitziges, einmotoriges Doppeldecker-Wasserflugzeug, das von der Königlich Norwegischen Marinefliegerabteilung in den 1930er Jahren für die Seeaufklärung eingesetzt wurde.

## Überblick
Der Rumpf der M.F.11 bestand aus Stahlverstrebungen und Holzrahmen, welche mit Segeltuch bezogen waren. Die Besatzung nutzte Gosport-Sprachrohre zur Kommunikation. 29 Flugzeuge wurden insgesamt gebaut.
Die M.F.11 war bis zur deutschen Invasion in Norwegen 1940 das Hauptflugzeug der Königlich Norwegischen Marinefliegerabteilung. Im Jahr 1939 war die Entscheidung getroffen worden, die M.F.11 durch Heinkel He 115 zu ersetzen, aber bis zum Beginn der Invasion am 9. April waren lediglich sechs Flugzeuge ausgeliefert worden.

## Bauweise und Produktion
Als 1929 das letzte Hansa-Brandenburg-W.33-Wasserflugzeug in der Marinens Flyvebaatfabrikk in Horten-Karljohansvern vom Stapel lief, war bereits klar, dass eine neue Maschine benötigt wurde, um die Bedürfnisse der Königlich Norwegischen Marinefliegerabteilung erfüllen zu können. Daher wurde im Sommer 1929 die Marinens Flyvebaatfabrikk und ihr Chefkonstrukteur Kapitän J. E. Høver angewiesen, ein neues Wasserflugzeug zu entwerfen und zu bauen. Im Zeitraum von gut einem Jahr konstruierte Høver in Zusammenarbeit mit Piloten, Beobachtern und anderen Fachleuten die Høver M.F.11. Während der Entwicklungsphase waren auch mehrere ausländische Entwürfe durch das Norwegische Militär geprüft worden, am 11. Oktober 1930 wurde jedoch die Produktion der M.F.11 durch das Norwegische Verteidigungsministerium in Auftrag gegeben. Die M.F.11 wurde zu diesem Zeitpunkt als „Selbstverteidigungs-Aufklärungsflugzeug“ bezeichnet.
Zu Beginn wollten die norwegischen Marineflieger ihr neues Flugzeug als Eindecker entworfen haben, da aber die Königlich Norwegische Marinefliegerabteilung festlegte, dass eine maximale Flügelspannweite von 15,4 Metern nicht überschritten werden durfte, um die bereits existierenden Hangars weiterhin nutzen zu können, wurde eine Auslegung als Doppeldecker nötig.
Das erste Flugzeug, die F.300, absolvierte ihren Erstflug am 29. September 1931. Die M.F.11 waren mit in Großbritannien entworfenen Armstrong-Siddeley-Panther-II-Sternmotoren ausgestattet, von denen die ersten 14 Stück auch im Vereinigten Königreich hergestellt wurden. 1934 begann die Lizenzfertigung dieser Motoren bei Marinens Minevesen in Horten, wobei die F.314 das erste Flugzeug war, das mit einem in Norwegen hergestellten Motor ausgerüstet wurde. Schon bald nach dem Einbau der in Norwegen handgefertigten Triebwerke war klar, dass sie verglichen mit den maschinell produzierten Originalen von weitaus besserer Qualität waren. Der gleiche Motor wurde auch für die Flugzeuge der Norwegischen Heeresfliegerkräfte hergestellt. Insgesamt wurden 17 Panther II in Norwegen gefertigt, sieben für die Marine und zehn für das Heer. Die Lizenzfertigung endete im Jahr 1938, als Importmotoren zu niedrigen Preisen frei verfügbar wurden, nachdem die Panther II von den britischen Streitkräften nicht mehr benötigt wurden, da sie nicht länger zum Antrieb der stetig leistungsstärkeren britischen Flugzeuge genutzt werden konnten.

## Die M.F. 11 in norwegischen Diensten

### Einsatz in der Vorkriegszeit
Die M.F.11 trat 1932 ihren Dienst in der Königlich Norwegischen Marinefliegerabteilung an und wurde für vielzählige Aufgaben entlang der norwegischen Küste und in norwegischen Hoheitsgewässern verwendet.
Nach dem Beginn des Zweiten Weltkriegs 1939 umfasste dies die Teilnahme an allen zentralen Militärübungen, die Suche nach Minen und vermissten Schiffen sowie die Stationierung als Aufklärungseinheiten unweit der verschiedenen küstennahen Befestigungsanlagen des Landes. Am Vorabend der deutschen Invasion hatten manche der robusten Flugzeuge nahezu 900 Flugstunden absolviert.

### Trøndelag Marinedistrikt
Nach der deutschen Invasion versahen M.F.11 ihren aktiven Dienst entlang der gesamten norwegischen Küstenlinie von Vestlandet bis Nordnorwegen. Eine M.F.11, die F.342, gehörte zu den ersten norwegischen Einheiten, die mit den Invasionstruppen in Berührung kamen. Am 8. April 1940 wurden die Leutnante Kaare Strand Kjos und Magnus Lie vom Trøndelag Marinedistrikt zum Kornstadfjord nahe Lyngstad in Eide gesandt, wo eine deutsche Arado Ar 196 eine Notlandung durchgeführt hatte. Nachdem die zwei deutschen Piloten, Oberleutnant Werner Techam und Leutnant Hans Polzin, im Versuch, Treibstoff für ihr Flugzeug zu erstehen, Kontakt mit der örtlichen Bevölkerung aufgenommen hatten, waren sie von einer Gruppe Zivilisten gefangen genommen worden. Danach waren sie bewaffneten Polizeibeamten gemeldet und von diesen festgenommen worden. Als Kjos und Lie kurze Zeit später landeten, übernahmen sie das Kommando und organisierten den Abtransport der Deutschen und ihres Flugzeugs nach Kristiansund für die Internierung. Es sollte sich später herausstellen, dass die Arado vom deutschen Kreuzer Admiral Hipper per Katapultverfahren gestartet war. Wenige Tage zuvor war die Trøndelag Luftgruppe der Königlich Norwegischen Marinefliegerabteilung von zwei auf eine M.F. 11 reduziert worden, nachdem die F.340 im Trondheimer Hafen aufgrund starken Winds gekentert war.

### Romsdalsfjord Luftgruppe

#### Die Zusammensetzung der Luftgruppe
Eine der norwegischen Lufteinheiten, in der die M.F.11 ihren Dienst versah, war die in hohem Maße improvisierte Romsdalsfjord Luftgruppe (norw.: Romsdalsfjordgruppa). Sie bestand zum Schluss aus vier Flugzeugen: einer M.F.11 (die F.342 aus dem Trøndelag Marinedistrikt), einer Arado Ar 196 (jene in Lyngstad erbeutete) und zwei Supermarine Walrus der Fleet Air Arm. Die erste Walrus (P5649) der 700 Naval Air Squadron wurde von den norwegischen Behörden freigegeben, nachdem sie am 8. April in Kristiansund interniert worden war. Ihr war es zuvor nach einer Aufklärungsmission aufgrund hoher Wellen nicht gelungen, zum Kriegsschiff Rodney zurückzukehren. Die andere traf am 13. April in Molde ein, um den Führungsstab der Königlich Norwegischen Marine über das unmittelbar bevorstehende Eintreffen einer Einsatzgruppe der Royal Navy zu unterrichten. Nach einem Treffen mit Kapitän Ullring, dem Kommandeur des lokalen Distrikts der Königlich Norwegischen Marine im Gebiet Romsdal, entschied die Besatzung der Walrus, sich für die verbleibende Zeit der Romsdalsfjord Luftgruppe anzuschließen. Die Luftgruppe war außerhalb Eidsøras stationiert, wo die neu gebaute Schule als Kaserne genutzt wurde und die örtliche Schusswaffenvereinigung eine bewaffnete Schutztruppe für die Überwachung der Vorgänge zu Luft und zu Wasser bereitstellte. Eine Gruppe einheimischer Frauen versorgte die aus etwa 25 Beamten und Männern bestehende Einheit mit Nahrung und anderen Gütern.

#### Einsätze
Die Einsätze der Romsdalsfjord Luftgruppe, einschließlich der M.F.11 F.342, blieben fast ausschließlich auf das Absuchen der Küste rund um Romsdal nach gegnerischen Kräften beschränkt. Dies ergab sich aus dem Umstand, dass die Gruppe über lediglich 2000 Schuss Maschinengewehrmunition, keinerlei Leuchtspurmunition oder Bomben und nur Treibstoff für wenige Tage, sollten alle vier Flugzeuge eingesetzt werden, verfügte. Am 12. April machte die F.342 auf einer dieser Missionen die exakte Position zweier deutscher Handelsschiffe ausfindig und meldete sie Kapitän Ullring. Dieser Bericht half den Kriegsschiffen der Königlich Norwegischen Marine, die deutschen Schiffe am selben Tag zu beschlagnahmen. Tatsächlicher Kontakt mit deutschen Kräften kam sehr selten vor; auf einer Aufklärungsmission über Trøndelag wurde die F.342 von einem deutschen Flugzeug unter Beschuss genommen, konnte aber ohne Schäden entkommen. Der einzige wirkliche Kampf, in den die Luftgruppe involviert war, ereignete sich am 14. April vor Vigra, als die F.342 auf eine deutsche Heinkel He 115 traf und mit ihr Schüsse in wechselnden Abständen von 300 bis 50 Metern austauschte. Weder das deutsche noch das norwegische Flugzeug wurden getroffen und als die He 115 nach Norden abdrehte, um die Flucht zu ergreifen, fehlte der F.342 die Geschwindigkeit sie zu verfolgen.

#### Flucht ins Vereinigte Königreich
Am 17. April trafen sich die Leutnante Kjos und Diesen mit Kapitän Gottwaldt von der Königlich Norwegischen Marine und entschieden, dass die vier Flugzeuge evakuiert werden müssten, da die Treibstoffreserven auf eine Flugzeit von lediglich fünf bis sechs Stunden gesunken waren. Ebenfalls einen Einfluss auf die Entscheidung hatte der Wunsch der britischen Piloten, zu ihren eigenen Einheiten zurückzukehren. Die Hoffnung und der Plan waren, dass die norwegischen Piloten so früh wie möglich mit besseren Flugzeugen und Nachschub zurückkehren würden. Um 3:30 Uhr des nächsten Tages hob als erstes die Arado Ar 196 mit drei Mann Besatzung ab, meisterte die Reise zu den Shetlandinseln ohne Probleme und landete sicher gegen 6:30 Uhr. Da die Luftgruppe nur über zwei Sätze Karten verfügte, musste die F.342 mit den zwei Walrus-Flugzeugen in Formation fliegen. Als sich die Flugzeuge Orkney näherten, war die F.342 hinter die britischen Flugzeuge zurückgefallen und wurde von drei Gloster Gladiators aus Scapa Flow abgefangen. Die Besatzungen der Gladiators deuteten die Situation falsch – sie glaubten, der norwegische Doppeldecker verfolge die zwei Walrus-Flugboote – und begannen die M.F.11 anzugreifen. Zum Glück für die Norweger gelang es Leutnant Diesen sofort auf dem Wasser zu landen. Obwohl ihr Flugzeug von 40 bis 50 Schuss Maschinengewehrmunition getroffen worden war, überlebte die Besatzung unverletzt. Nach diesem anfänglichen Friendly-Fire-Zwischenfall wurden die Norweger als Verbündete willkommen geheißen und erstatteten den britischen Kommandeuren Meldung über die Situation im Gebiet um Romsdal. Die deutsche Arado Ar 196 erregte besondere Aufmerksamkeit unter den Briten und einem Kommandeur der Fleet Air Arm wurde der Auftrag gegeben sie nach Helensburgh zu fliegen, wo Flugzeugkonstrukteure darauf warteten, die moderne deutsche Konstruktion zu demontieren und zu studieren. Dies verlief jedoch nicht ganz nach Plan, da das Flugzeug während der Landung umkippte und sank, wenngleich der Pilot es lebend verlassen konnte. Obwohl die norwegischen Offiziere ihren Wunsch äußerten, nach Romsdal zurückzukehren um den dortigen Kampf fortzusetzen, kehrte keiner von ihnen rechtzeitig nach Norwegen zurück, um an den letzten Kämpfen teilzunehmen.

## Nutzung in Finnland

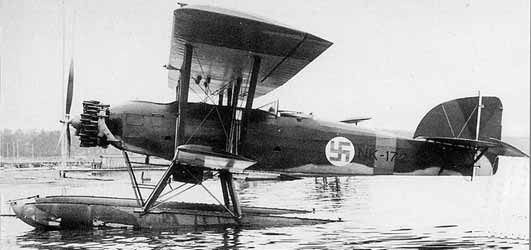
Høver M.F.11 NK-172 (ehemalige norwegische F.336) der Finnischen Luftstreitkräfte während des Fortsetzungskriegs.

Als der Norwegenfeldzug im Juni 1940 zu Ende ging, wurden die norwegischen Militärpiloten angewiesen, ihr Flugzeug nicht in deutsche Hände fallen zu lassen. Die meisten der norwegischen He 115 wurden in das Vereinigte Königreich geflogen, um sie im Kriegsgeschehen zu halten, aber für die drei einsatzbereiten MF.11 und eine He 115 (F.50) war dieser Fluchtweg nicht realisierbar und als einzige Fluchtmöglichkeit verblieb, nach Finnland zu fliegen.
Am 8. Juni 1940 landeten die M.F.11 mit den Kennzeichen F.310, F.336 und F.346 auf dem Salmijärvi-See in Petsamo, woraufhin sie sofort von den finnischen Behörden in Verwahrung genommen wurden. Die drei norwegischen Flugzeuge wurden zunächst sowohl in der Finnischen Polytechnischen Schule als auch in der Staatlichen Finnischen Flugzeugfabrik gelagert und repariert, bevor sie im August 1941 der Staffel Lentolaivue 15 mit den Kennzeichen NK-171 bis 173 übergeben wurden. Alle drei M.F. 11 wurden mit Abwurfvorrichtungen für 200-kg-Wasserbomben ausgestattet. Zusätzlich zur normalen Wartung erhielt die NK-172 außerdem einen neuen Motor und neuen Propeller.
Im Herbst 1941 führten die Flugzeuge etwa 20 Aufklärungs- und Propagandamissionen im Gebiet um den Ladogasee aus, ehe die Eisverhältnisse ihre Wintereinlagerung bedingten. Die Flugzeuge wurden auch im Fortsetzungskrieg genutzt, um Fernspähtrupps hinter den sowjetischen Linien zu unterstützen.
Für den Sommer 1942 wurden die drei Flugzeuge der Staffel Lentolaivue 6 übergeben und flogen von Mariehamn (Åland) aus Anti-U-Boot-Einsätze über der Ostsee. Während der Sommermonate wurden bei zwei Gelegenheiten Wasserbomben ohne erkennbare Folgen auf sowjetische U-Boote abgeworfen.
Während der Sommer 1943 und 1944 wurden ähnliche Einsätze über der Ostsee geflogen, es wurden aber, zumindest zum Teil bedingt durch die Auslegung eines Anti-U-Boot-Netzes im Finnischen Meerbusen, keine U-Boote gesichtet. Die Missionen im baltischen Raum endeten am 21. August 1944. Im Anschluss an den Waffenstillstand von Moskau am 4. September 1944 wurden die M.F. 11 zur Abteilung Jauri in den Norden Finnlands entsandt, um am Lapplandkrieg teilzunehmen, wo sie im Oktober etwa 60 Transporteinsätze flogen. Im November 1944 wurden die M.F.11 dauerhaft eingemottet.
In finnischen Diensten wurden den M.F.11 die Luftfahrzeugkennzeichen NK-171 bis 173 gegeben, nach der finnischen Abkürzung für „Norwegische Maschine“ („norjalainen kone“).
Zwei der von Finnland eingesetzten M.F.11 wurden Norwegen 1948 und 1950 zum Kauf angeboten, aber niemand zeigte Interesse an ihrem Erwerb, woraufhin sie abgewrackt wurden.

## Vom Deutschen Reich eingesetzte M.F.11
Während und nach dem Norwegenfeldzug erbeuteten die deutschen Invasionstruppen möglicherweise genau 16 norwegische M.F.11. Die Flugzeuge wurden in Reparaturwerkstätten (F.302 und F.318) oder zurückgelassen in Drøbak (F.3204, F.308 und F.338), in Flatøy nahe Bergen (F.322), in der Sola-Luftwaffenbasis (F.324) sowie in der Skattøra-Luftwaffenbasis in Tromsø (F.312, F.334 und F.344) aufgefunden. F.314 II und F.326 verschwanden aus den Aufzeichnungen, könnten aber von den Deutschen genutzt worden sein. Ebenfalls erbeutet wurden F.348, F.350, F.352 und F.354, alle noch bei Horten im Bau befindlich.
Die erbeuteten Flugzeuge wurden vermutlich für Verbindungs- und Postflüge zur Unterstützung der deutschen Besetzung Norwegens genutzt wie auch für die Überwachung von Fischereigewässern. Aufzeichnungen der deutschen Flugzeugfirma Walther-Bachmann-Flugzeugwerke zeigen, dass einsatzbereite M.F. 11 noch bis einschließlich Februar 1942 für die Wartung angenommen wurden.
Während ihrer deutschen Laufbahn wurden die Flugzeuge in einem Gebiet eingesetzt, das von Finnmark im Norden Norwegens bis Warnemünde im Nordosten Deutschlands reichte.

## Nutzerstaaten
- Deutsches Reich: bis zu 16 erbeutete norwegische Flugzeuge, die zur Unterstützung der Besetzung Norwegens durch das Deutsche Reich genutzt wurden[16]
- Finnland: 3 Flugzeuge (norwegische Flugzeuge, die im Juni 1940 interniert wurden, nachdem sie von Nordnorwegen nach Petsamo evakuiert worden waren[11])
- Norwegen: 25 Flugzeuge[1]

## Technische Daten (Høver M.F. 11 der Finnischen Luftstreitkräfte)
| Kenngröße             | Daten                                                            |
| --------------------- | ---------------------------------------------------------------- |
| Besatzung             | 3                                                                |
| Spannweite            | 15,4 m                                                           |
| Länge                 | 11,72 m                                                          |
| Höhe                  | 4,45 m                                                           |
| Flügelfläche          | 53,5 m²                                                          |
| Leermasse             | 1850 kg                                                          |
| Startmasse            | 2850 kg                                                          |
| Antrieb               | ein Armstrong Siddeley-Panther-II-Sternmotor mit 430 kW (575 PS) |
| Höchstgeschwindigkeit | 235 km/h                                                         |
| Reisegeschwindigkeit  | 170 km/h                                                         |
| Reichweite            | 800 km                                                           |
| Gipfelhöhe            | 5000 m                                                           |
| Bewaffnung            | ein Vickers-Maschinengewehr 7,7 × 56 mm R                        |
| Abwurfmunition        | eine 200-kg-Wasserbombe                                          |